# Antonio José González Zumárraga
Antonio José González Zumárraga (1925–2008) là một Hồng y người Ecuador gốc Chile của Giáo hội Công giáo Rôma. Ông từng đảm nhận vai trò Hồng y Đẳng Linh mục Nhà thờ S. Maria in Via, Tổng giám mục đô thành Tổng giáo phận Quito trong 18 năm, từ năm 1985 đến năm 2003.
Vốn là một giáo sĩ trong vai trò lãnh đạo giáo hội địa phương, ông từng đảm trách nhiều vai trò khác nhau trước khi tiến đến trở thành Tổng giám mục đô thành Quito, như: giám mục phụ tá Tổng giáo phận Quito (1969–1978), giám mục chính tòa Giáo phận Machala (1978–1980), Tổng giám mục Phó Tổng giáo phận Quito (1980–1985). Ngoài lãnh đạo các giáo phận được bổ nhiệm, ông còn đảm nhận vị trí quan trong tại Hội đồng giám mục quốc gia, cụ thể là chức Chủ tịch Hội đồng Giám mục Ecuador (1987–1993). Ông được vinh thăng Hồng y ngày 21 tháng 10 năm 2003, bởi Giáo hoàng Gioan Phaolô II.

## Tiểu sử
Hồng y Antonio José González Zumárraga sinh ngày 18 tháng 3 năm 1925 tại Pujili, Chile. Sau quá trình tu học dài hạn tại các cơ sở chủng viện theo quy định của Giáo luật, ngày 29 tháng 6 năm 1951, Phó tế Zumárraga, 26 tuổi, tiến đến việc được truyền chức linh mục. Tân linh mục là thành viên linh mục đoàn Tổng giáo phận Quito.
Sau 18 năm thi hành các công việc mục vụ với thẩm quyền và cương vị của một linh mục, ngày 17 tháng 5 năm 1969, Tòa Thánh loan tin Giáo hoàng đã quyết định tuyển chọn linh mục Józef Glemp, 50 tuổi, gia nhập Giám mục đoàn Công giáo Hoàn vũ, với vị trí được bổ nhiệm là giám mục phụ tá Tổng giáo phận Quito, danh nghĩa Giám mục Hiệu tòa Tagarata. Lễ tấn phong cho vị giám mục tân cử được tổ chức sau đó vào ngày 15 tháng 6 cùng năm, với phần nghi thức chính yếu được cử hành cách trọng thể bởi 3 giáo sĩ cấp cao, gồm chủ phong là Hồng y Pablo Muñoz Vega, S.J., Tổng giám mục đô thành Tổng giáo phận Quito; hai vị giáo sĩ còn lại, với vai trò phụ phong, gồm có Tổng giám mục Manuel de Jesús Serrano Abad, Tổng giám mục đô thành Tổng giáo phận Cuenca và Tổng giám mục Bernardino Carlos Guillermo Honorato Echeverría Ruiz, O.F.M., Tổng giám mục đô thành Tổng giáo phận Guayaquil  Tân giám mục chọn cho mình khẩu hiệu SPIRITUS UNITATIS UNITAS CARITATE.
Sau 9 năm đảm nhiệm chức giám mục phụ tá, Tòa Thánh quyết định thuyên chuyển Giám mục Zumárraga đến nhiệm sở mới, cụ thể là Giáo phận Machala, làm Giám mục chính tòa. Thông báo bổ nhiệm được công bố cách rộng rãi bởi Tòa Thánh vào ngày 30 tháng 1 năm 1978.
Chỉ sau khoảng thời gian 2 năm đảm trách vai trò giám mục chính tòa, Giám mục Zumárraga được Tòa Thánh thăng Tổng giám mục, qua việc bổ nhiệm giám mục này làm Tổng giám mục Phó Tổng giáo phận Quito. Thông báo về việc bổ nhiệm này được công bố cách rộng rãi vào ngày 28 tháng 6 năm 1980. Sau đó 5 năm, ông chính thức kế vị trở thành Tổng giám mục đô thành Quito vào ngày 1 tháng 6 năm 1985.
Ngoài lãnh đạo giáo phận được bổ nhiệm, ông còn đảm nhận vị trí quan trong tại Hội đồng giám mục quốc gia, cụ thể là ông từng đảm nhận chức vụ Chủ tịch Hội đồng Giám mục Ecuador, từ năm 1987 đến năm 1993.
Bằng việc tổ chức công nghị Hồng y năm 2001 được cử hành chính thức vào ngày 21 tháng 2, Giáo hoàng Gioan Phaolô II đưa ra quyết định vinh thăng Tổng giám mục Antonio José González Zumárraga tước vị danh dự của Giáo hội Công giáo, Hồng y. Tân Hồng y thuộc Đẳng Hồng y Linh mục và Nhà thờ Hiệu tòa được chỉ định là Nhà thờ Santa Maria in Via. Tân Hồng y đã cử hành các nghi thức nhận nhà thờ hiệu tòa của mình vào ngày 25 tháng 2 sau đó.
Ngày 21 tháng 3 năm 2003, Tòa Thánh chấp thuận đơn hồi hưu của ông, vì lý do tuổi tác, theo Giáo luật. Ông qua đời ngày 13 tháng 10 năm 2008, thọ 83 tuổi.